# Société d'ergonomie de langue française
Pour les articles homonymes, voir Self.
La Société d'ergonomie de langue française est une association fondée en 1963. Elle a pour but de « promouvoir la recherche, la pratique et l’enseignement de l’ergonomie, dans la perspective d’une meilleure adaptation des moyens et des milieux de travail et de vie aux personnes et dans l’objectif, d’une part, d’assurer la santé, le bien-être, la sécurité et le développement des personnes, d’autre part, la qualité, la fiabilité et l’efficacité de leur activité. » Elle a son siège social au CNAM à Paris.